# Desa Ciburial (administrativ by i Indonesien, Jawa Barat)
Desa Ciburial är en administrativ by i Indonesien.   Den ligger i provinsen Jawa Barat, i den västra delen av landet, 150 km sydost om huvudstaden Jakarta.